# Yokohama (baromfi)

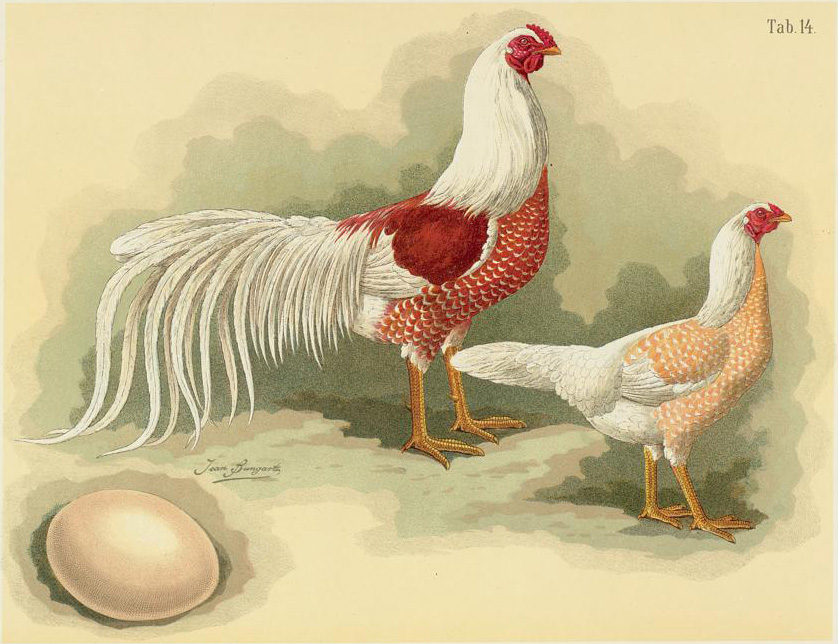
Yokohama pár

A Yokohama egy japán kitenyésztésű dísztyúkfajta.

## Fajtatörténet
Keletkezésének pontos története nem tisztázott. 1869-ben került Németországba.

## Fajtabélyegek, színváltozatok
Háta hosszú, nem túl széles. Farktollát vízszintesen hordja, tollai szélesek, olykor elérhetik az 1 métert is. Melltájéka magasan hordott, kissé lekerekített. Szárnya közepes méretű, magasan hordott. Feje közepes nagyságú, hússzukás, lapos, nem túl széles. Arca piros, kicsi. Szemei vörösek. Csőre középhosszú, sárga. Taraja kicsi dudoros- vagy epertípusú. Füllebenye kicsi, piros. Toroklebenye kicsi, csupasz. Nyaka sovány, kinyújtott. Combok soványak, csüd igen finom csontozatú, sárga. Tollazat tapintása finom, puha.
Színváltozatok: Vörös-nyerges, fehér.

## Tulajdonságok
Viador megjelenésű, nyújtott, hosszú farktollazatú tyúkfajta. A tojók viszonylag jó kotlósok.
| Általános tulajdonságok: | Általános tulajdonságok:      |
| ------------------------ | ----------------------------- |
| Súlya                    | kakas 1,7–2 kg, tojó 1-1,5 kg |
| Gyűrűmérete              | kakas 18, tojó 16             |
| Tenyésztojás tömege      | 40 g                          |
| Tojáshéj színe           | agyarszínű                    |
| Éves tojáshozama         | 80 db                         |